# São José Esporte Clube
Le São José Esporte Clube est un club brésilien de football basé à São José dos Campos dans l'État de São Paulo.

## Historique
- 1933 : fondation du club

## Palmarès
- Campeonato Paulista :
  - Vice-champion : 1989

- Campeonato Paulista Série A2 :
  - Champion : 1972, 1980

- Championnat du Brésil de Série B :
  - Vice-champion : 1989

## Anciens joueurs
- Ceará
- Émerson Leão
- Sérgio Valentim (pt)
- Roque Junior
- Fidélis

Voir aussi : Catégorie:Joueur du São José Esporte Clube

## Football féminin
L'équipe féminine du São José Esporte Clube remporte la Copa Libertadores féminine en 2011, 2013 et 2014.